# 100 United Nations Plaza Tower

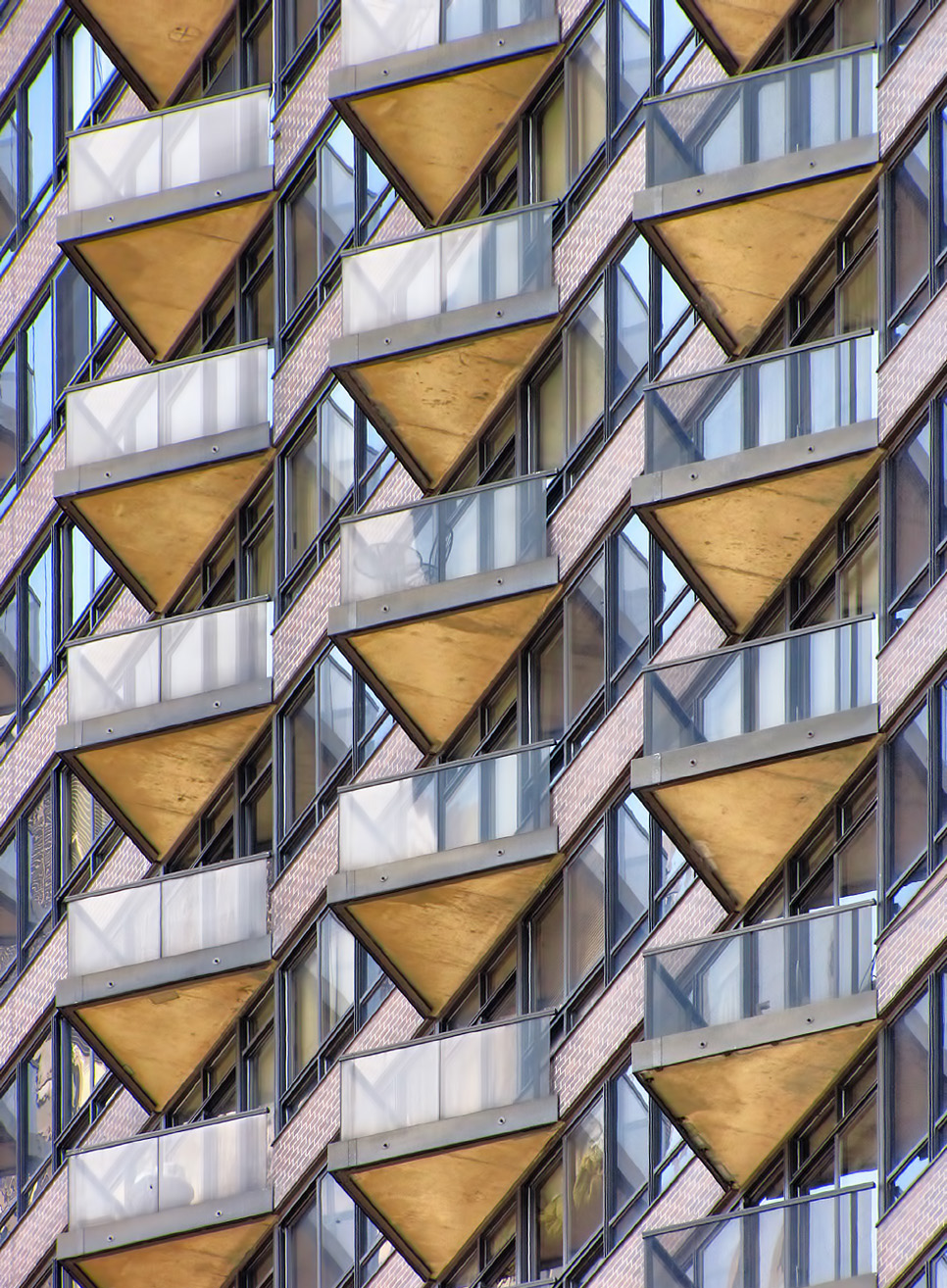
Detalle de los balcones.

100 United Nations Plaza Tower , o simplemente, 100 United Nations Plaza es un rascacielos de Manhattan. Su dirección postal da lugar a su nombre. Limita con East 48th Street y la Primera Avenida. En el lado oriental del edificio se encuentra una pequeña plaza con una fuente.
Este edificio, acabado en 1986 tiene un exterior en color marrón y negro. Consta de 267 viviendas en 52 plantas y se eleva 170 m de altura. Fue diseñado por Der Scutt, y ejecutado por el estudio de arquitectura Schuman, Lichtenstein, Claman y Efron. El edificio destaca por su corona triangular en forma de flecha, que se va estrechando poco a poco. En la parte superior se sitúan 22 áticos de lujo o penthouses. Son característicos también los balcones situados en las esquinas y en el centro de la fachada del edificio que sobresalen como «costillas» horizontales. 
Hasta la construcción de la Trump World Tower en 2001 entre este edificio y la sede de la ONU, el 100 United Nations Plaza Tower era uno de los pocos rascacielos del skyline visto desde el río Este.